# Moulin-Neuf (Ariège)
Moulin-Neuf è un comune francese di 206 abitanti situato nel dipartimento dell'Ariège nella regione dell'Occitania.

## Società

### Evoluzione demografica
Abitanti censiti